# Ferdinandshof

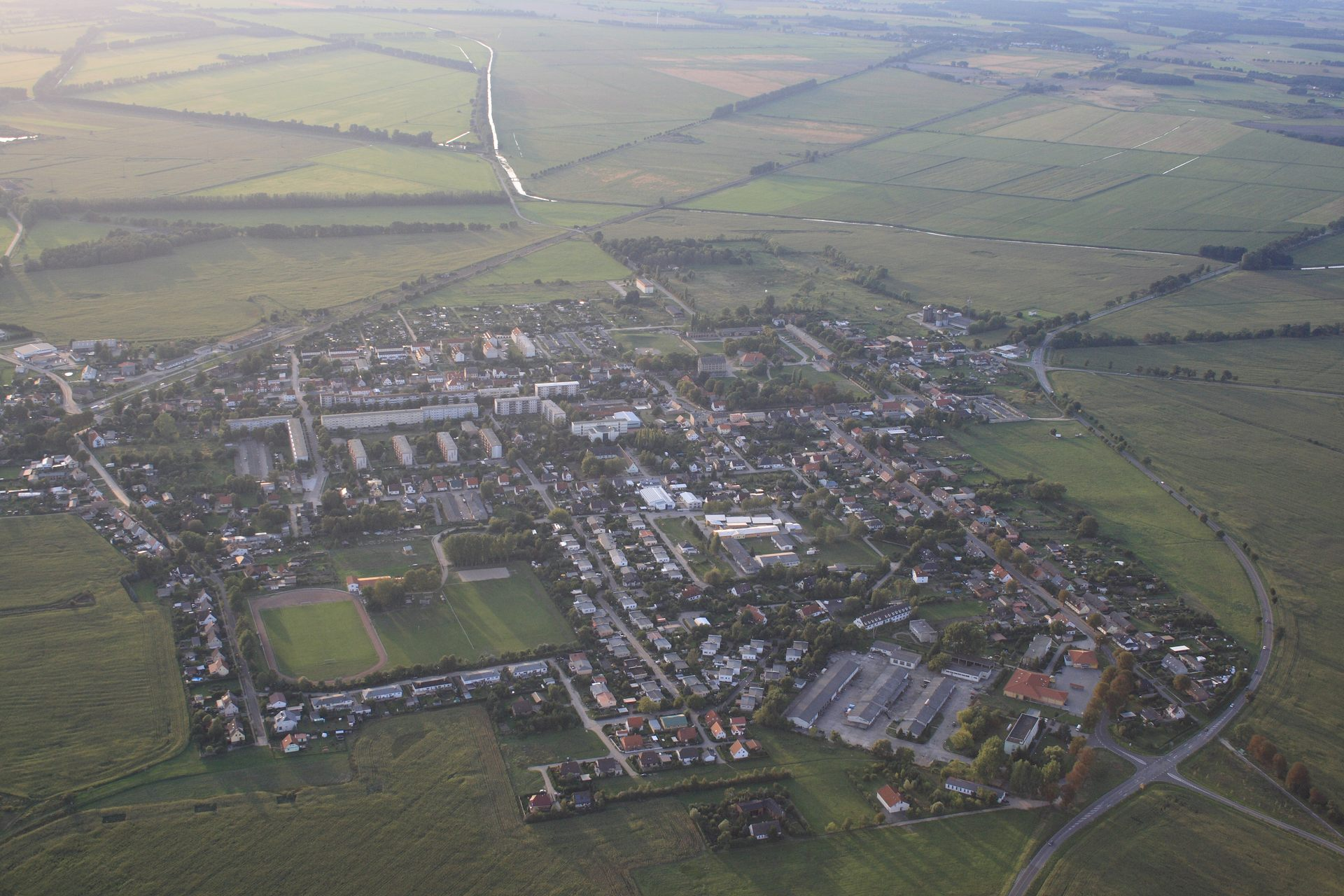
Luftaufnahme von Ferdinandshof aus südöstlicher Richtung

Ferdinandshof ist eine Gemeinde im Landkreis Vorpommern-Greifswald im Osten Mecklenburg-Vorpommerns. Sie wird vom Amt Torgelow-Ferdinandshof mit Sitz in Torgelow verwaltet. Die Gemeinde bildet für ihre Umgebung ein Grundzentrum.

## Geografie
Die Gemeinde Ferdinandshof liegt zwischen der Ueckermünder Heide und der Friedländer Großen Wiese in einem ausgedehnten Flachlandgebiet.
Mehrere Entwässerungsgräben dieses ehemaligen Moorgebietes (Landgraben, Fleethgraben) vereinigen sich bei Ferdinandshof, das Wasser gelangt über die ausgebaggerte Zarow in das Stettiner Haff. Ferdinandshof liegt in Vorpommern an der Grenze zum östlichsten Punkt des historischen Mecklenburgs.
Umgeben wird Ferdinandshof von den Nachbargemeinden Lübs im Norden, Meiersberg im Nordosten, Liepgarten im Osten, Torgelow im Südosten, Wilhelmsburg im Süden, Galenbeck im Westen sowie Altwigshagen im Nordwesten.

## Ortsteile
Zur Gemeinde Ferdinandshof gehören folgende Ortsteile:
- Aschersleben
- Blumenthal
- Ferdinandshof
- Louisenhof
- Sprengersfelde

## Geschichte

### Bis zum 19. Jahrhundert
Bis in das 17. Jahrhundert war das Gebiet um Ferdinandshof unbesiedelter Wald und Sumpfgebiet. Im Jahr 1705 wurde durch einen Vertrag der Königlich Schwedischen Regierung mit dem Glasmacher Johann Jürgen Gundelach begonnen, eine Glashütte einzurichten. Gundelach begann auch mit der ersten Kolonisation. Scharmützelhütte, wie der Ort damals hieß, war nach der Kirchweihe 1726 Mittelpunkt des noch äußerst dünn besiedelten Gebietes.
Der preußische König Friedrich Wilhelm I. hatte das Land den Schweden abgekauft. Ab 1736 wurde die Kolonisation von Christoph Ludwig Henrici, dem Generalpächter der Ämter Ueckermünde und Torgelow, forciert. 1737 erhielt das Vorwerk den Namen Ferdinandshof. 1741 verlegte Henrici seinen Amtssitz nach Ferdinandshof, das nun kirchlicher und wirtschaftlicher Mittelpunkt wurde. Gundelach und Henrici wurden in der Trinitatiskirche beigesetzt. Das Vorwerk Ferdinandshof war wie Wilhelmsburg und Mühlenhof im 19. Jahrhundert eine preußische Staatsdomäne, die ab 1862 an das preußische Kriegsministerium verpachtet wurde. Bis zum Ende des Zweiten Weltkrieges bestand in Ferdinandshof ein Remontedepot, das vom preußischen Kriegsministerium eingerichtet wurde.
Die Gründerzeit wirkte sich auch in Ferdinandshof durch den Ausbau von Straßen und Häusern aus. 1863 wurde die Gemeinde über die Zweigbahn Angermünde–Stralsund der Berlin-Stettiner Eisenbahn-Gesellschaft an das Eisenbahnnetz angeschlossen. Bald danach entstanden die Spar- und Darlehnskasse und die Molkereigenossenschaft. Ab 1888 erfolgte der Aufbau einer Feldbahn vom Staatsbahnhof Ferdinandshof nach Friedland, die den Grundstock der späteren Mecklenburg-Pommerschen Schmalspurbahn bildete.

### 20. Jahrhundert
In den ersten Jahren des 20. Jahrhunderts arbeiteten im Ort eine Eisengießerei, eine Mühle und ein Sägewerk. Nach dem Zweiten Weltkrieg traten an die Stelle der Domäne Betriebe der industriellen Rindermast, in denen bis zu 31.000 Rinder gehalten wurden. Von 1958 bis 1962 wurden im Rahmen des sogenannten Jugendobjekts Friedländer Große Wiese weite Teile dieses Sumpfgebietes trockengelegt. Bis 1989 gab es noch das VEG Pflanzenproduktion, den VEB Friedländer Große Wiesen und die LPG Tierproduktion.
Am 26. April 1988 ereignete sich ein Unfall am Bahnhof Ferdinandshof. 
Nach 1992 wurde Ferdinandshof im Rahmen der Städtebauförderung grundlegend saniert.
Die Gemeinde gehört seit dem  1. Januar 2005 zum Amt Torgelow-Ferdinandshof. Vorher gehörten die sieben Gemeinden Altwigshagen, Ferdinandshof (Amtssitz), Hammer a. d. Uecker, Heinrichsruh, Heinrichswalde, Rothemühl und Wilhelmsburg zum eigenständigen Amt Ferdinandshof.

### Eingemeindungen
Am 1. Juli 1950 wurden die bis dahin eigenständigen Gemeinden Aschersleben, Blumenthal, Louisenhof und Sprengersfelde eingegliedert.

## Bevölkerung
| Jahr | Einwohner |
| ---- | --------- |
| 1990 | 3985      |
| 1995 | 3594      |
| 2000 | 3408      |
| 2005 | 3119      |
| 2010 | 2855      |
| 2015 | 2719      |

| Jahr | Einwohner |
| ---- | --------- |
| 2020 | 2637      |
| 2021 | 2642      |
| 2022 | 2732      |
| 2023 | 2709      |

Stand: 31. Dezember des jeweiligen Jahres
Die Einwohnerzahl von Ferdinandshof ist zwischen 1990 und 2020 um ein Drittel zurückgegangen. Seitdem stagniert sie.

## Politik

### Gemeindevertretung
Die Gemeindevertretung von Ferdinandshof besteht aus 12 Mitgliedern. Die Kommunalwahl am 9. Juni 2024 führte bei einer Wahlbeteiligung von 62,1 % zu folgendem Ergebnis:
| Partei / Wählergruppe             | Stimmenanteil 2019 | Sitze 2019 |  | Stimmenanteil 2024 | Sitze 2024 |
| --------------------------------- | ------------------ | ---------- |  | ------------------ | ---------- |
| CDU                               | 52,3 %             | 6          |  | 55,9 %             | 7          |
| AfD                               | 12,6 %             | 1          |  | 26,3 %             | 3          |
| Einzelbewerberin Kathleen Schnell | –                  | –          |  | 06,0 %             | 1          |
| Einzelbewerber Jörg Rohr          | –                  | –          |  | 05,9 %             | 1          |
| Einzelbewerber Daniel Darge       | –                  | –          |  | 05,9 %             | –          |
| Einzelbewerber Sven Manteuffel    | 16,4 %             | 1          |  | –                  | –          |
| Die Linke                         | 16,3 %             | 2          |  | –                  | –          |
| SPD                               | 02,3 %             | –          |  | –                  | –          |
| Insgesamt                         | 100 %              | 10         |  | 100 %              | 12         |

Bei der Wahl 2019 entfielen auf die AfD zwei Sitze. Da sie nur einen Kandidaten aufgestellt hatte, blieb in der Gemeindevertretung ein Sitz unbesetzt. Auf den Einzelbewerber Sven Manteuffel entfielen entsprechend seinem Stimmenanteil zwei Sitze, von denen ebenfalls einer unbesetzt blieb.

### Bürgermeister
- 1990–1994: Volker Böhning[7]
- 1994–1995: Klausdieter Sperling[7]
- 1995–2004: Helmut Blohm[7]
- 2004–2014: Gerold Seidler[7]
- seit 2014: Gerd Hamm (CDU)[7]

Am 9. Juni 2024 wurde Hamm ohne Gegenkandidat mit 67,1 % der gültigen Stimmen in seinem Amt bestätigt. Seine Amtsdauer beträgt fünf Jahre.

### Wappen
| Wappen von Ferdinandshof | Blasonierung: „Halb gespalten und geteilt; oben: vorn in Silber ein blauer Kelch; hinten in Blau ein schreitendes, schwarz gemähntes und gehuftes, silbernes Pferd mit schwarzem Schweif und schwarzem Sattel; unten in Grün zwei silberne Wellenfäden.“ |
| Wappen von Ferdinandshof | Wappenbegründung: In dem Wappen soll mit dem Kelch der Bezug zum Ursprung des Ortes Ferdinandshof, zur Glashütte, hergestellt werden. Mit dem Pferd wird einerseits an das Remontedepot erinnert, andererseits auf den heutigen Reittourismus hingewiesen. Dieses Motiv versinnbildlicht folglich nicht nur einen Teil der Vergangenheit des Ortes, sondern es verkörpert mit dem Symbol für die Fremdenverkehrsfunktion der Region auch Gegenwart und Zukunft der Gemeinde. Die Wellenfäden in Grün beziehen sich auf die Meliorationsgräben und die Wiesen im Gemeindegebiet. Das Wappen wurde von dem Torgelower Rainer Kummer gestaltet. Es wurde am 8. Juni 1998 durch das Ministerium des Innern genehmigt und unter der Nr. 163 der Wappenrolle des Landes Mecklenburg-Vorpommern registriert. |

### Flagge
Die Gemeinde verfügt über keine amtlich genehmigte Flagge.

### Dienstsiegel
Das Dienstsiegel zeigt das Gemeindewappen mit der Umschrift „GEMEINDE FERDINANDSHOF * LANDKREIS VORPOMMERN-GREIFSWALD“.

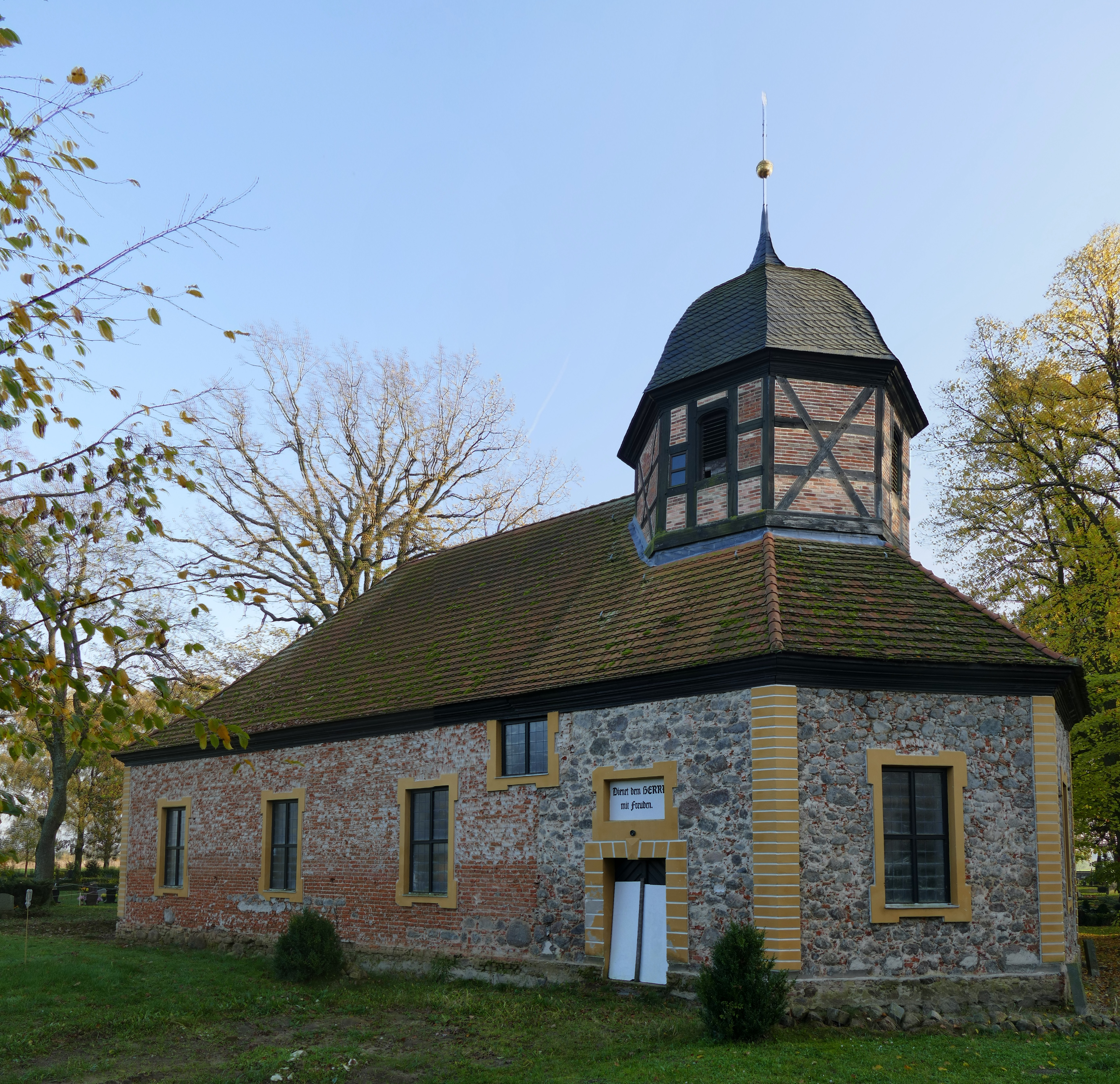
Trinitatiskirche

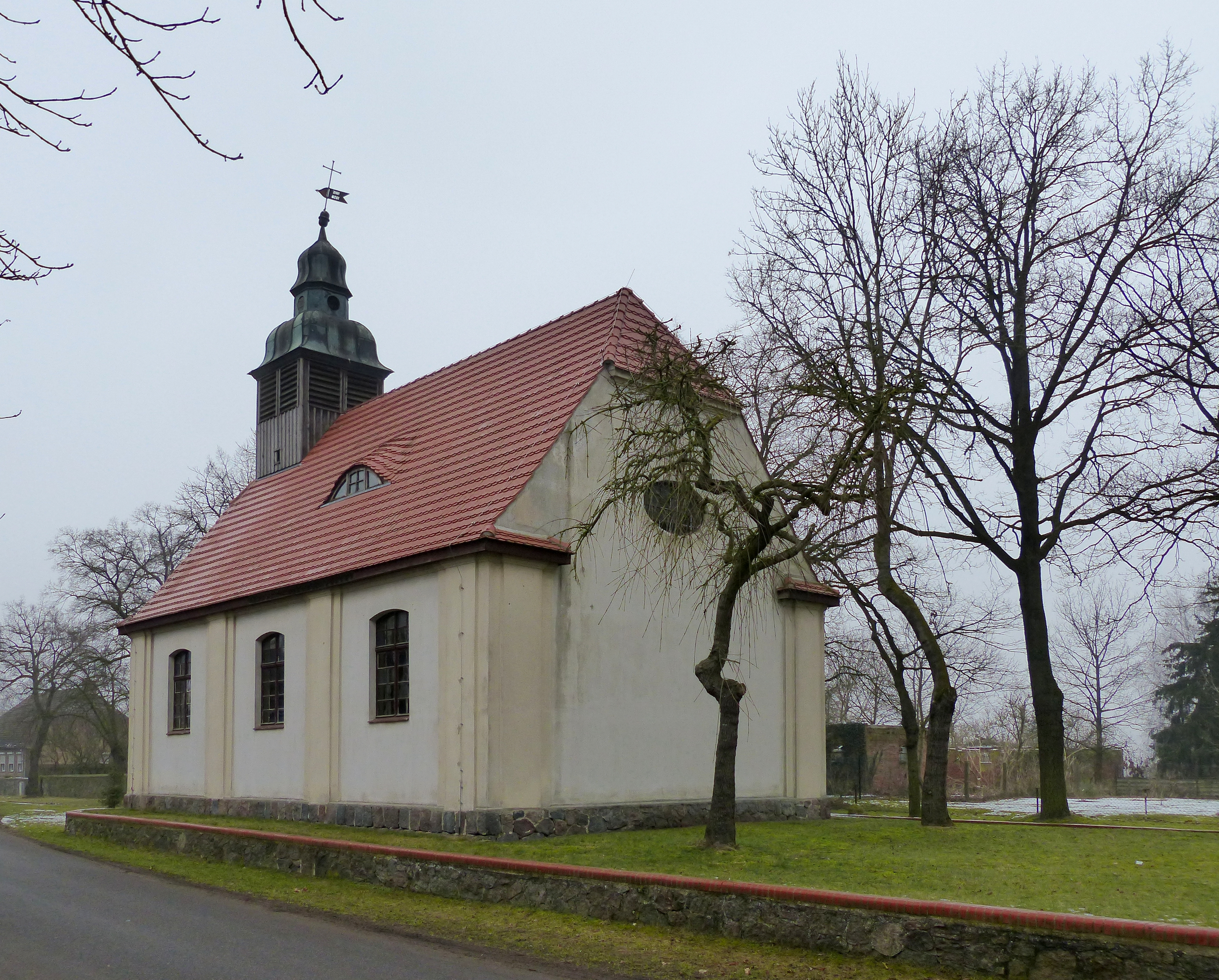
Kirche im Ortsteil Blumenthal

## Sehenswürdigkeiten und Kultur
- Trinitatiskirche, 1722–1726 als rechteckiger verputzter Fachwerkbau errichtet. Sie hat einen dreiseitigen Westschluss mit Lisenengliederung und einen achteckigen Dachturm mit Haube von 1747. In der Kirche befindet sich ein Taufengel, der zu Taufen heruntergelassen wird. Als Taufschale dient eine Glasschale aus der Erbauungszeit der Kirche. Sie zeugt von den Anfängen der Glasmanufaktur des frühen 18. Jahrhunderts in der Region um Ferdinandshof.[12] Die barocke Bauernkirche befindet sich auf dem Scharmützel, einer niedrigen Erhebung nordwestlich des Ortes.
- Evangelische Dorfkirche Blumenthal, rechteckiger Putzbau auf einem Fundament aus Feldsteinquadern, 1915 eingeweiht, mittelalterlicher Altar
- Heimatstube Ferdinandshof, 1995 in einem Neubaugebiet im Zentrum des Ortes (Bartelstraße 1) eröffnet, seit 2002 in der Alten Schule (Schulstraße 4). Das bäuerliche Leben vom Anfang des 20. Jahrhunderts bis in die 1980er Jahre wird anhand zahlreicher charakteristischer landwirtschaftlicher Geräte gezeigt.
- Turmhügel Louisenhof
- Friedrich-Ludwig-Jahn-Gedenkstein
- Gefallenendenkmal (Schulstraße, Ecke Bahnhofstraße)
- Gutshaus Ferdinandshof, zwischen 1736 und 1738 durch Christoph Ludwig Henrici, Generalpächter der königlichen Ämter Ueckermünde und Torgelow, westlich von Torgelow errichteter größerer Amtshof. Nach 1990 blieb das Gutshaus lange Zeit ungenutzt. Nach einer umfassenden Sanierung konnte das Gebäude im Jahr 2014 einer neuen Nutzung zugeführt werden.[13]

→ Siehe auch: Liste der Baudenkmale in Ferdinandshof

## Wirtschaft und Infrastruktur
Neben landwirtschaftlichen Betrieben gibt es in Ferdinandshof mehrere Dienstleistungs- und Handwerksbetriebe. Die größte Rindermastanlage Europas hat ihren Sitz in Ferdinandshof. Sie wurde zu DDR-Zeiten als Landwirtschaftliche Produktionsgenossenschaft (LPG) gegründet und hatte zwischenzeitlich eine Kapazität von bis zu 40.000 Tieren.

### Verkehr
Die Gemeinde liegt an der B 109 (Berlin–Greifswald) sowie an der Bahnstrecke Angermünde–Stralsund. Der Haltepunkt Ferdinandshof wird von der Regional-Express-Linie RE 3 (Falkenberg (Elster)–Berlin–Stralsund) im Zweistundentakt bedient. Als auf dieser Strecke durch Elektrifizierungsarbeiten eines der beiden Gleise gesperrt war, geschah am 26. April 1988 der Eisenbahnunfall von Ferdinandshof, bei dem zwei vollbesetzte Schnellzüge frontal zusammenstießen. Es gab zwei Todesopfer und 32 Verletzte unter den Reisenden.

### Öffentliche Einrichtungen
- Gemeindehaus Ferdinandshof, Schulstraße 4
- Regionale Schule Ferdinandshof "Hanno Günther"
- Grundschule Ferdinandshof

### Sport
1906 wurde in Ferdinandshof unter dem Namen TV Jahn der erste Turn- und Sportverein gegründet, der bis 1931 bestand. Der VfL Ferdinandshof bestand von um 1931 bis 1945.
Heutige Vereine sind:
- Fußballverein Traktor Ferdinandshof, 1947 gegründet, ab 1950 BSG Motor, dann BSG Stahl Ferdinandshof. Ab 1967 wurden andere Sportarten aufgenommen. Die Mannschaften traten unter der Bezeichnung BSG Ferdinandshof auf. Seit 1991 heißt der er Sportverein SV Grün-Weiss Ferdinandshof 47 (SVF) und bietet u. a. Fußball, Tischtennis, Volleyball, Badminton und Frauensport an.
- Schützenverein Greif Blumenthal
- Sporttaubenverein Haffmöwe

### Kirche
Die evangelische Kirchgemeinde Ferdinandshof und Rothemühl gehört zur Propstei Pasewalk im Pommerschen Evangelischen Kirchenkreis der Evangelisch-Lutherischen Kirche in Norddeutschland (Nordkirche). Die Gemeinde unterhält neben der Trinitatiskirche das Pfarrhaus mit Betsaal.

## Persönlichkeiten
- Karl Fouquet (1855–1937), preußischer Generalleutnant, in Ferdinandshof geboren
- Kai Nickel (* 1968), Fernsehmoderator und -produzent, in Ferdinandshof geboren
- Florian Stritzel (* 1994), Fußballtorhüter, wuchs in Ferdinandshof auf